# 4216 Neunkirchen
4216 Neunkirchen este un asteroid din centura principală, descoperit pe 14 ianuarie 1988 de Henri Debehogne.